# Leitungsbau

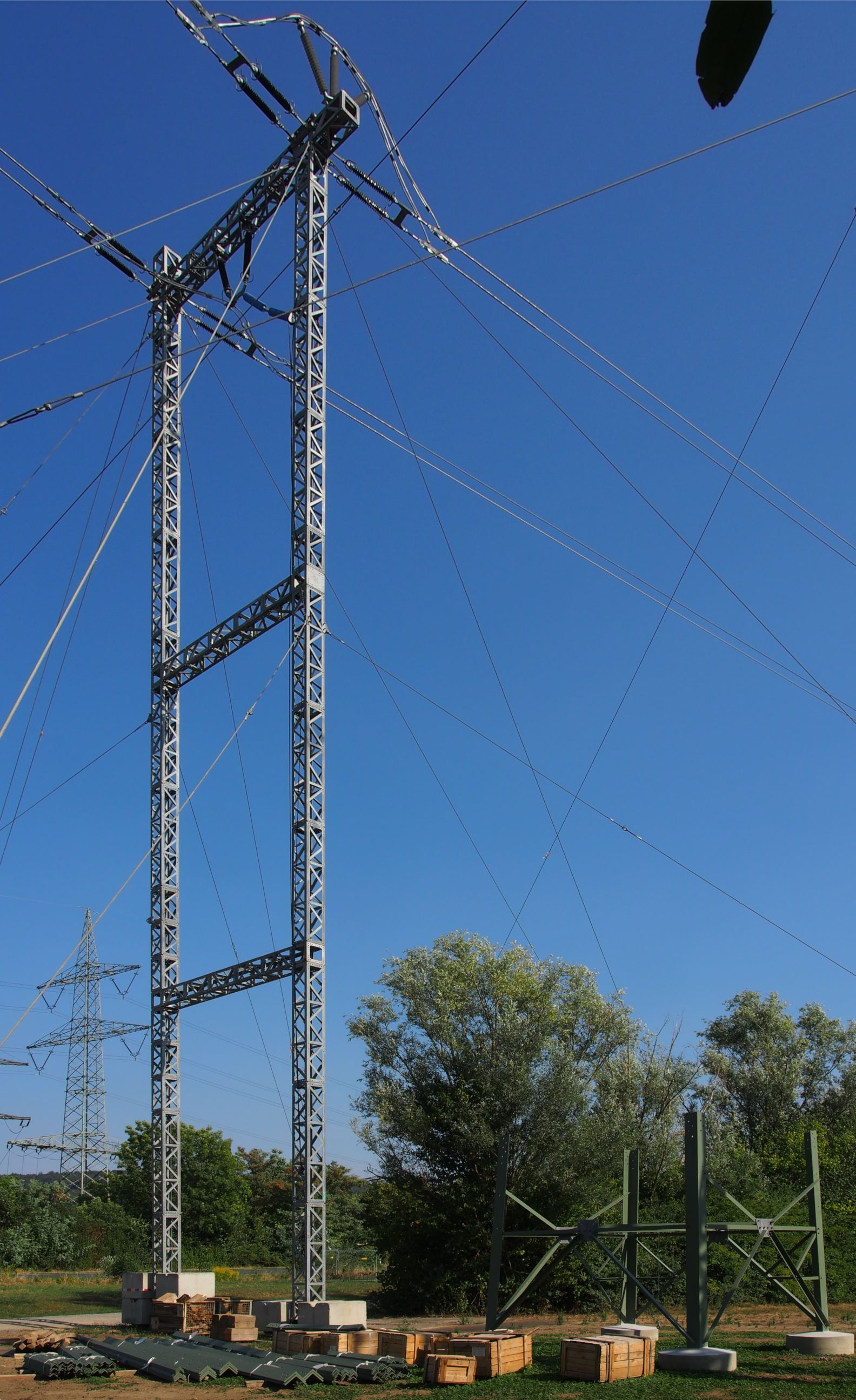
Ein temporärer und ein angefangener Hochspannungsmast

Unter Leitungsbau versteht man den Bau von Leitungen aller Art, von Wasser-, Abwasser-, Gas-, Strom-, Telekommunikationsleitungen, Antennen und Pipelines.
Hierbei werden Rohrleitungen meist unter der Erde in offener oder grabenlos in geschlossener Bauweise verlegt und nur in Ausnahmefällen, z. B. als Provisorium oder für Fernwärmezwecke, oberirdisch. Stromleitungen werden in geschlossenen Ortschaften meist unterirdisch verlegt, außerhalb davon meist oberirdisch.
Zu den Hauptaufgaben des Leitungsbaus gehört die Suche nach der wirtschaftlichsten Ausführungsvariante und die Wahl einer geeigneten Trasse, was insbesondere in dichtbesiedelten Gebieten problematisch ist.
Bei Umbauarbeiten an bestehenden Leitungen wird in der Regel zunächst ein Bestandsplan erstellt, um die Versorgungssicherheit zu gewährleisten.
Während des Leitungsbaus soll darauf geachtet werden, dass die Anwohner der Baustelle und der Verkehr möglichst wenig beeinträchtigt werden.
Besonders beim Bau elektrischer Leitungen müssen oft besondere Verfahren wie Arbeiten unter Spannung angewandt werden.